# Bermudas nos Jogos Olímpicos de Verão de 1964
Bermudas participou dos Jogos Olímpicos de Verão de 1964 em Tóquio, Japão.